# マルティン・デ・ポレス
マルティン・デ・ポレス（1579年-1639年11月5日）はペルーのカトリック教会ドミニコ会修道者、聖人。記念日は11月3日。

## 生涯
ポレスはスペイン貴族を父とアフリカ系女性・アナ・ベラスケスを母に持つ非嫡子としてペルー副王領リマで生まれ、父親に認知されることがなかった。後に認知され妹が生まれるも父親は彼を含む家族を残してリマを去った。
マルティン一家は貧困にあえいでたがマルティンが12歳の頃、母親のすすめで理髪師（当時、理髪師は医療に携わっていた）に弟子入りし外科の助手に当たった。
ポレスは修道者を志望するが当時、混血児に対する差別が強く司祭になることができなかった。15歳になってドミニコ会第三会員として入会、玄関番兼掃除係を担当、貧しい人々に献身した。
やがてポレスの献身が認められ、正式に助修士として誓願を果たした。ポレスは病人の世話をして修道生活を送り、1639年11月5日、帰天（死去）。
1962年5月5日、ローマ教皇ヨハネス23世によって列聖された。